# Pacificació de Gant

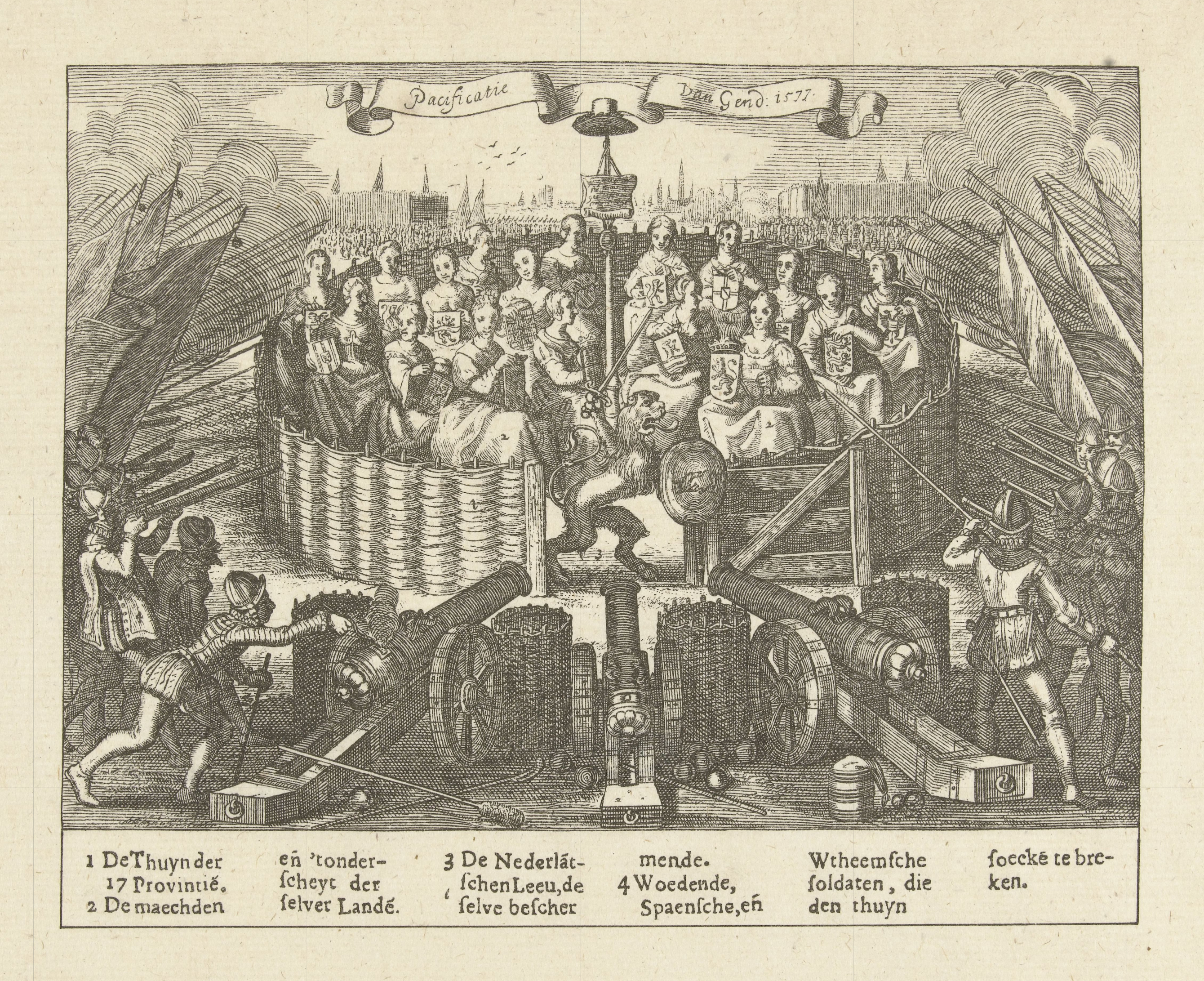
Al·legoria de la Pacificació de Gant, per Adriaen van de Venne.

La Pacificació de Gant del 8 de novembre de 1576 va ser un acord a què van arribar els estats generals de les províncies dels Països Baixos, tant les que s'havien rebel·lat contra la corona espanyola com les que hi havien romàs lleials. S'hi s'estipulaven les condicions per les quals acceptarien una pau amb Espanya, en el marc de la Guerra dels Vuitanta Anys.

## Esdeveniments
Després de la mort de Lluís de Requesens, governador espanyol dels Països Baixos, i mentre el nou governador nomenat per Felipe II (Joan d'Àustria) arribava a Brussel·les, els Estats Generals van assumir el govern, la potestat legislativa del país i el dret de crear i reunir un exèrcit davant el buit de poder creat.
Al mateix temps, part de les tropes espanyoles estacionades als Països Baixos, la majoria de les quals portaven fins a dos anys i mig sense cobrar, s'amotinaven per la falta de pagament del salari o duien a terme tota classe de robatoris i pillatges per procurar-se elsustent. La situació va ser aprofitada per milícies de ciutadans, assistits per trops alemanyes i valones, per defensar la ciutat d'Anvers. L'intent va ser frustrat per les tropes espanyoles acantonades a la ciutadella i tropes espanyoles amotinades vingudes d'Aalst que es van desplaçar al seu ajut. Junts es van dedicar a saquejar la ciutat, en el que es coneix com la Fúria espanyola o el saqueig d'Anvers del 4 de novembre.

## Accord
El dia 8, els representants de les províncies, farts de la guerra i dels excessos que cometien les tropes, van acordar deixar de costat les seves diferències religioses i unir-se contra la corona posant-se d'acord en els següents aspectes:
- Les tropes espanyoles havien d'abandonar els Països Baixos.
- Els estats generals podien legislar per iniciativa pròpia.
- Declaració d'una amnistia per als insurrectes holandesos.
- Confirmació dels privilegis de la noblesa i l'Església.
- Guillem d'Orange actuaria com a cap del govern al costat del tutor nomenat pel rei.

El 5 de gener de 1577, Don Joan d'Àustria, nou governador dels Països Baixos, acceptava el contingut de l'acord mitjançant l'Edicte Perpetu.